# Czarny Dunajec (Dunajec)

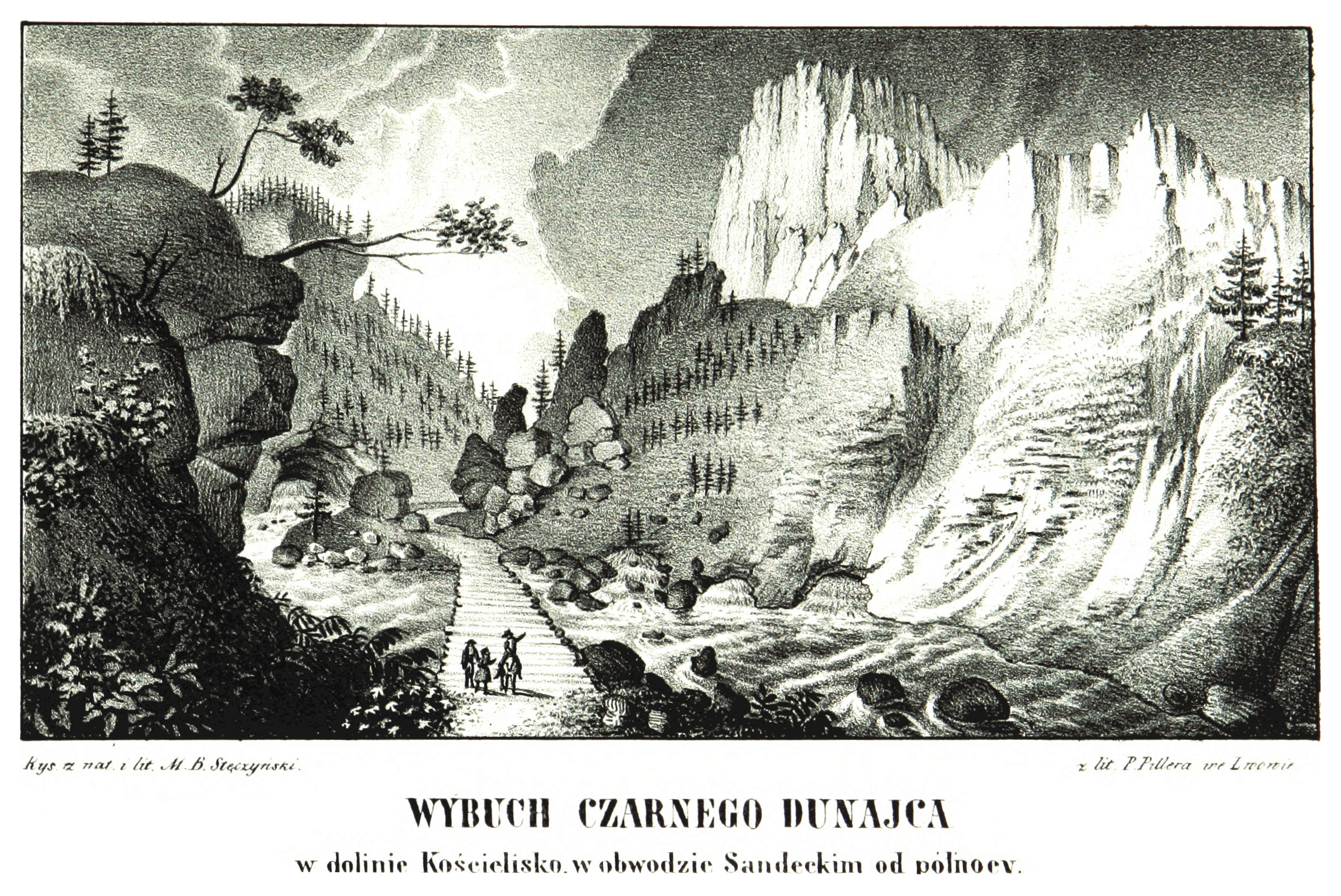
Der Fluss auf einer Illustration von 1847

Der Czarny Dunajec (deutsch Schwarzer Dunajez/Dunajetz oder selten Schwarzer Dohnst) ist der östliche Quellfluss des Dunajec in der Westtatra und der Region Podhale von 48 Kilometern Länge, der mit seinen Quellbächen Siwa Woda und Kirowa Woda in der Tatra entspringt. Beide Quellbäche vereinigen sich bei Witów zum Czarny Dunajec, der nach Norden Richtung Chochołów abfließt. Er umfließt das Bergland Pogórze Spisko-Gubałowskie von Westen und später in einem Bogen von Norden, wo er auf die Talsenke Kotlina Orawsko-Nowotarska trifft. Dort ändert er seine Fließrichtung und fließt weiter nach Osten. Er trifft in Nowy Targ auf den Biały Dunajec, mit dem er den Dunajec bildet.

## Geographie
Unterwegs durchfließt der Czarny Dunajec folgende Ortschaften:
- Witów
- Chochołów
- Koniówka
- Podczerwone
- Czarny Dunajec
- Wróblówka
- Długopole
- Krauszów
- Ludźmierz
- Nowy Targ.

Er nimmt folgende Wasserläufe auf:
- von links:
- Przybylanka
- Magurski Potok
- Greków Potok
- Garczków Potok
- Chrobaków Potok
- Domagalski Potok
- Siców Potok
- Piekielnik
- Lepietnica
- Potoczek
- Klikuszówka
- Skotnica
- Kowaniec

-  von rechts: 
- Antałowski Potok
- Wielki Głęboki Potok
- Szymonów Potok
- Bobków Potok
- Mały Głęboki Potok
- Iwański Potok
- Gawronów Potok
- Dzianiski Potok
- Zagrodzianka
- Młynówka
- Czarny Potok
- Czerwony Potok
- Wielki RogoźnikMagurski Potok

Im Oberlauf hat der Czarny Dunajec den Charakter eines Gebirgsflusses. In der Talsenke meandert er in weiten Schleifen. Seine Breite beträgt bis zu 15 Metern und seine Tiefe bis zu 3 Metern.

## Tourismus
Der Czarny Dunajec ist bei Wildwasserkajak- und Rafting- sowie Angelsportlern beliebt. Der Fluss steht Wassersportlern zur Verfügung.